# Эггерт Гильфер
Эггерт Гильфер (исл. Eggert Gilfer; 12 февраля 1892, Ньярдвик — 24 марта 1960) — исландский шахматист.
Семикратный чемпион Исландии (1918, 1920, 1925, 1927, 1929, 1935 и 1942). В составе национальной сборной участник 4-х Олимпиад (1930, 1933, 1937, 1952).